# ゼロ・ダーク・サーティ

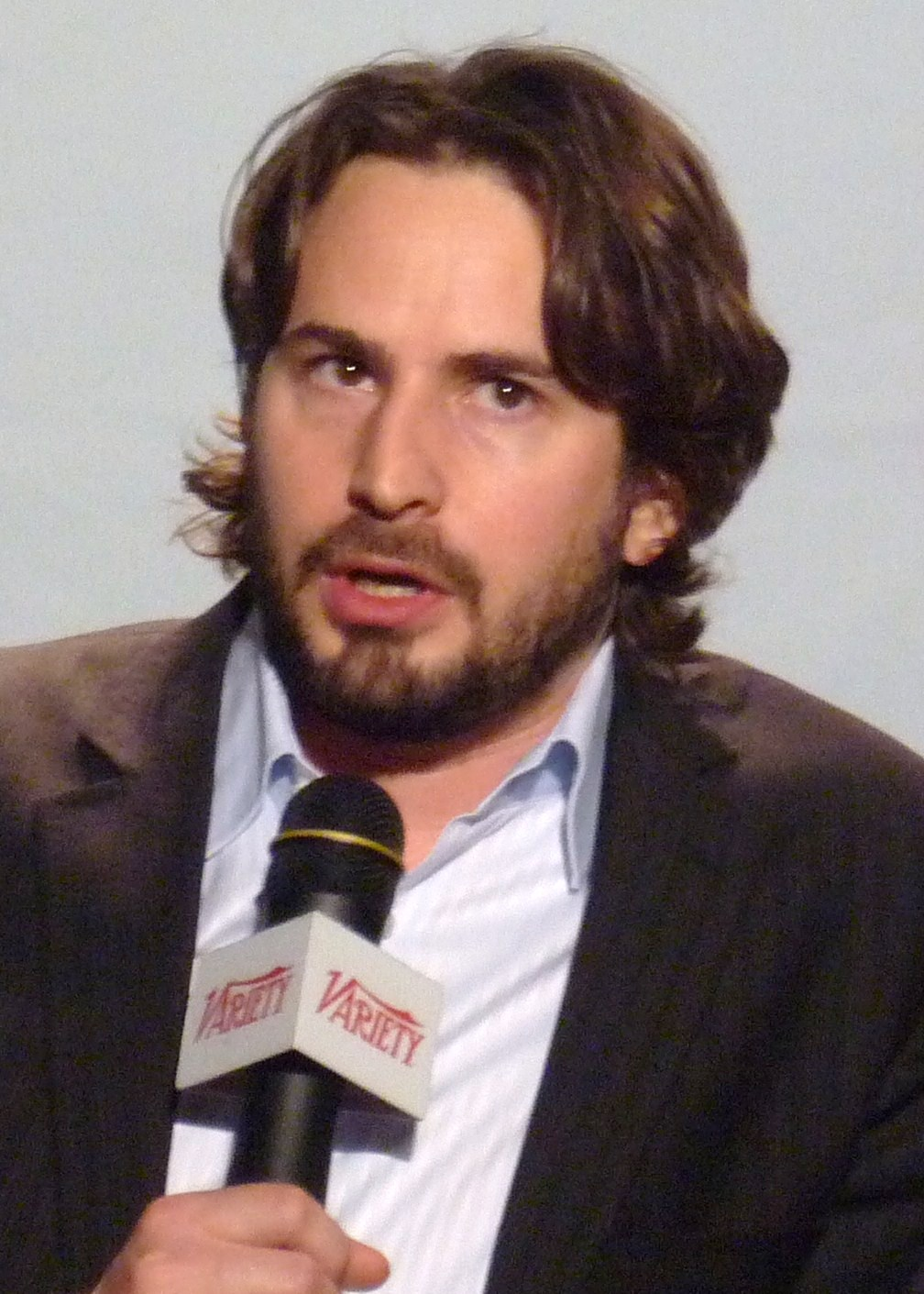
脚本を執筆したマーク・ボール。
他2名と共に製作も担当した。
監督・キャスリン・ビグローとの組み合わせは、2008年の映画『ハート・ロッカー』と同様である。

『ゼロ・ダーク・サーティ』（原題: Zero Dark Thirty）は、2012年公開のアメリカ合衆国の映画。オサマ・ビン・ラディン殺害に至るCIAによる10年間の捜索と、特殊部隊によるその作戦の実行を描く。実話を元にしたマーク・ボール脚本によるフィクションである。
タイトルとなった軍事用語「ゼロ・ダーク・サーティ」とは、時刻で未明の深夜0時30分を指す。

## 概要
本作は2011年5月2日に実行された、ウサーマ・ビン・ラーディンの殺害にいたる経緯を描いた、実話を元に作られたフィクション映画である。
監督は、2008年公開の『ハート・ロッカー』で史上初の女性によるアカデミー監督賞を受賞したキャスリン・ビグローが行った。主役のCIA女性エージェントはジェシカ・チャステインが演じ、第85回アカデミー賞主演女優賞にノミネートされ、第70回ゴールデングローブ賞主演女優賞を受賞した。
後述する政治的論争で、2012年アメリカ合衆国大統領選挙にからむプロパガンダではないかとの批判で公開日が延期になり、また作中の拷問の描写を巡っても論争が起きている。
一方で作品は批評家から絶賛されており、また120以上の賞にノミネートされ、アカデミー賞を含む60の賞を受賞した（詳細は「ゼロ・ダーク・サーティの受賞とノミネートの一覧」を参照）。

## あらすじ
CIA分析官のマヤ（ジェシカ・チャステイン）は、2003年にCIAパキスタン支局に配属された。ブラック・サイトでは同僚のダン（ジェイソン・クラーク）が、アメリカ同時多発テロ事件の資金調達者とされるアマール（レダ・カテブ）を尋問していた。マヤはダンやジェシカ（ジェニファー・イーリー）、ジャック（ハロルド・ペリノー・ジュニア）、トーマス（ジェレミー・ストロング）、J.J.らとともに情報収集に取り組む。
マヤは拷問で一時的に意識朦朧に陥ったアマールを騙し、回復した彼から自白を引き出す事に成功する。その情報の中には「アブ・アフメド・アルクウェイティ（Abu Ahmed al-Kuwaiti）」というビン・ラディンの連絡係の名前が含まれており、新たに捕えた大物捕虜の証言もその存在を裏付けるものだった。だが、ブラッドレイ支局長（カイル・チャンドラー）はその情報の信憑性を疑い、頻発する自爆テロの阻止を優先した。
ヨルダン当局によって買収されたアルカーイダの医師と面談し、信頼に足る人物かの判断をし情報を聞き出そうとするCIA。しかし2009年12月30日、アフガニスタンのチャップマン基地に現れた医師は身体に巻いた爆弾で自爆。これによってジェシカが死亡した。さらに、アブ・アフメドがすでに死んでいるという証言が齎される。
同僚と手掛りを失い悲嘆に暮れるマヤだったが、部下が偶然にも911後の混乱で分析から漏れた過去のファイルから、アブ・アフメドと一致する人物「イブラヒム・サイード」の情報を発見。またアブ・アフメドの目撃証言と死亡証言の時期が矛盾していることから、死亡が確認されたのはイブラヒムの兄弟であり本人は未だ生きていると訴えるマヤ。懐疑的だった上層部もついに折れる。ダンはアブ・アフメドの親族が住むクウェートに飛び、大金を使ってサイード家の電話番号を突き止める。
電話の盗聴から、アブ・アフメドの居所がパキスタンだと特定された。さらに追跡を続け、アブ・アフメドがアボッターバードという町の屋敷に住んでいることが判明した。マヤはこの屋敷にビン・ラディンがいると確信する。
2011年5月2日、隠密作戦用のヘリコプター2機による奇襲作戦が決行された。ビン・ラディンは射殺され、マヤはアフガニスタンのジャラーラーバードの基地で遺体を確認する。

## キャスト
※括弧内は日本語吹替
- CIA
  - マヤ[6] - ジェシカ・チャステイン（佐古真弓）： CIA分析官。
  - ダン - ジェイソン・クラーク（白熊寛嗣）： CIA諜報専門家。後に本部に異動。
  - ジェシカ - ジェニファー・イーリー（深見梨加）： CIA分析官。自爆テロに遭って死亡。2009年の自爆テロで亡くなったJennifer Lynne Matthews（享年45歳）がモデル。
  - ジョージ[6] - マーク・ストロング（内田直哉）： マヤがCIA本部に戻ってからの上司。
  - ジョゼフ・ブラッドレイ - カイル・チャンドラー（根本泰彦）： イスラマバードのCIA支局長。
  - ラリー - エドガー・ラミレス： CIA特殊部隊（SAD）隊員。
  - レオン・パネッタ[7] - ジェームズ・ガンドルフィーニ（楠見尚己）： CIA長官。
  - ハキム - ファレス・ファレス： CIA現地局員。
  - ジャック - ハロルド・ペリノー・ジュニア： CIA諜報分析官。
  - ジョン - スコット・アドキンス： CIA局員。ジェシカと共に自爆テロの犠牲に。2009年の自爆テロで亡くなったScott Michael Roberson（享年39）がモデル。
  - スティーヴ - マーク・デュプラス： CIA本部の分析官。
  - ジェレミー（英語版） - ジョン・バロウマン： パネッタCIA長官の上級顧問。
  - ウルフ - フレドリック・レーン（金尾哲夫）
- アメリカ海軍
  - パトリック - ジョエル・エドガートン（星野健一）： DEVGRUチームリーダー。
  - ジャスティン - クリス・プラット（中林俊史）： DEVGRU隊員。
  - サーベル - カラン・マルヴェイ： DEVGRU隊員。ビン・ラディン射殺を暴露した元DEVGRU隊員ロバート・オニールがモデル。
  - ジャレッド - テイラー・キニー（鈴木幸二）： DEVGRU隊員。
  - マイク - マイク・コルター： DEVGRU隊員。
  - レッド中隊司令官 - フランク・グリロ： DEVGRU司令官。
  - ビル・マクレイヴン - クリストファー・スタンリー： 統合特殊作戦コマンド（JSOC）司令官。
- その他
  - アマール - レダ・カテブ（板倉光隆）： ダンに拷問される捕虜。
  - 国家安全保障顧問 - スティーヴン・ディレイン（金尾哲夫）
  - C-130パイロット - マーク・バレー
  - ウサーマ・ビン・ラーディン - リッキー・セコン（英語版）

## 製作

### タイトル
ワーキングタイトルは『For God and Country』であった。正式タイトルの『Zero Dark Thirty』はティーザー予告編が公開された際に公式に確認された。ビグローによると、タイトルは軍事用語で午前0時30分を指す。

### 撮影
撮影はインドのチャンディーガルで行われた。チャンディーガルの一部はパキスタンのラホールと2011年5月に実際にビン・ラーディンが発見・殺害されたアボッターバードとして撮られた。インドをパキスタンとして描いたことに対して、右派系ヒンドゥー教徒から抗議を受けたと報じられた。

### 音楽
映画音楽作曲のため、アレクサンドル・デスプラが雇われた。音楽はロンドン交響楽団が演奏し、サウンドトラックアルバムは2012年12月19日に発売された。

### 登場人物のモデル
- アフガニスタンの自爆テロで死んだジェシカのモデルは、アルカイダの専門家だったジェニファー・マシューズ。CIAの無能な上司ブラッドリーは、当時パキスタン基地の主任だったジョナサン・バンクスをもとにしていると言われている[誰によって?]。
- 主人公マヤのモデルになった人物はハッキリせず、「マヤのモデルは男性。襲撃作戦を指揮したのも彼だ」というジャーナリストのピーター・バージェンの意見や、「マヤのような単独行動をとれるものは存在せず、複数の捜査官のエピソードを組み合わせたもの」という元CIA分析官のナダ・バコシュの意見もある。また、元SEALs隊員のマット・ビソネットは、自伝の中で「ビン・ラディン暗殺の中心にいたのは女性。ジェンという名の捜査官がモデルだろう」と見解を述べているが、いずれも確証はなく、 関連資料の公開が許可される2061年までは、国家秘密とされている[17]。

## 評価

### 政治的論争
党派間の論争
党派的な政治的論争は撮影が始まる前から既に沸き起こっていた。オバマ政権の反対派たちは、『ゼロ・ダーク・サーティ』の公開予定日は11月の大統領選挙の1ヶ月前の10月であり、ラーディン殺害指令を国民に思い出させ、オバマ再選を支援するものであると主張している。ソニーは公開予定日に政治的要因があることを否定し、アクション・スリラー映画を公開するのに最適であったために選んだと述べた。さらに本作の脚本家は「大統領は映画には登場しない。彼は全く居ない」と付け加えた。映画批評家受けを考慮した配給のコロンビア映画は、2012年末から2013年初頭公開への変更を検討した。その後、限定公開日は2012年12月19日に決まった。拡大公開日は、クリスマス期間の他作品との競合を避け、アカデミー賞に近くなるように2013年1月11日に変更された。限定公開後、作中の拷問の描写を巡って論争が起こった後、『ニューヨーク・タイムズ』のフランク・ブルーニは「一部の保守主義者が恐れた親オバマ的プロパガンダとは程遠い」と結論を下した。
機密情報問題
映画のためにリサーチをしていたビグローたちはアメリカ合衆国大統領のバラク・オバマから作戦の詳細を記した重要情報へのアクセス権を得たと報じられ、国家安全保障を危険にさらすと非難されたが、ビグロー側はこれを否定した。
拷問描写に対する論争
2012年12月19日、ウサーマ・ビン・ラーディンの所在を割り出すためCIAが拷問を用いたという印象を与えるとしてダイアン・ファインスタインら米有力上院議員がソニー・ピクチャーズに抗議した。

### 映画評論家の反応
2012年12月24日時点でRotten Tomatoesでは85件のレビューで支持率は93%、平均点8.6/10、Metacriticでは28件で加重平均値は95/100となっている。